# 福原元貞
福原 元貞（ふくばら もとさだ、宝永5年（1708年） - 寛保元年3月15日（1741年4月30日））は、長州藩永代家老・宇部領主福原家18代。
父は益田就賢。母は側室。養父は福原広泰。正室は福原元房の娘。兄に益田元道、子に福原広門がいる。初名は福原国禎（くにさだ）。通称は主殿、豊後。

## 生涯
宝永5年（1708年）、長州藩家老益田就賢の次男として生まれる。享保10年（1725年）、就賢の正室の義弟である福原広泰が嗣子なくして没したため、その養子となって福原家の家督およびその遺跡を相続した。同年、藩主毛利吉元の偏諱を受け、元貞と改名する。享保11年（1726年）、大頭役を務める。享保19年（1734年）辞任。享保20年（1735年）、桜町天皇即位式の祝賀使として仙洞御所に使いする。元文3年（1534年）、梶返天満宮を再建する。
寛保元年（1741年）3月15日死去、享年34。家督は嫡男の広門が相続した。